# Marta Pessarrodona
Marta Pessarrodona, född 1941 i Terrassa i Katalonien (nordöstra Spanien), är en katalansk poet och litteraturkritiker. 1998 publicerades Passarrodonas diktsamling Hyllning till Walter Benjamin på svenska.

## Poesi
- Setembre 30 (1969), på engelska September 30
- Memòria (1979)
- A favor meu, nostre (1982)
- Berlin Suite (1985)
- Homage to Walter Benjamin (1988), på svenska som Hyllning till Walter Benjamin (1988, översättning av Lasse Söderberg)
- Confession (1998)
- Love in Barcelona (1998)

## Övriga publikationer
Pessarrodona har översatt bland andra Georg Forster, Virginia Woolf, Doris Lessing, Susan Sontag, Marguerite Duras och Simone de Beauvoir. Hon har också skrivit en biografi om efterkrigstidens kanske viktigaste katalanska romanförfattare Mercè Rodoreda och porträtterat andra katalanska författare som Maria Aurèlia Capmany och Montserrat Roig. För TV har Pessarrodona gjort den biografiska TV-serien Retrat de dona (1982), TV-dokumentären Savannah Bay (1990) och den dokumentära TV-serien Aleph, lectures contades (1999-2001).